# Leo II (påve)
Leo II, född på Sicilien, död 28 juni 683, var påve från den 17 augusti 682 till sin död, 28 juni 683. Han vördas som helgon inom romersk-katolska kyrkan, med festdag 28 juni (tidigare 3 juli).

## Biografi
Leo kom från Sicilien och var son till en man vid namn Paulus. Han utsågs att efterträda påve Agatho några få dagar efter dennes död, men konsekrerades efter en fördröjning på ett år och sju månader, den 17 augusti 682. Under Leos företrädare hade Heliga stolen och hovet i Bysantinska riket ändrat förhållandena dem emellan avseende påveval. Konstantinos Pogonatus hade redan givit Agatho ett löfte att avskaffa eller skära ner de skatter som påvar i ungefär ett århundrade tvingats betala till kejsaren vid deras konsekration, och under Leos efterträdare skulle fler sådana förändringar ske beträffande vad romerska kyrkan avkrävdes av kejsaren vid utnämningen av en ny påve. Av dessa anledningar är det rimligt att antaga att det var inväntan på den kejserliga bekräftelsen som fördröjde Leos konsekration.
Den viktigaste gärningen som Leo utförde som påve var att han bekräftade handlingarna från det sjätte ekumeniska konciliet 680-681. Detta koncilium hade ägt rum i Konstantinopel och sammankallats för att ta ställning mot monoteletismen, och hade haft påve Agathos legater som ordförande. Sedan Leo meddelat kejsaren om att konciliets edikt hade godkänts av honom, fortsatte han med att låta konciliets beslut att bli känt i länderna i väster. Breven som han skickade till kungen, biskoparna och adeln i Spanien finns bevarade. I dessa förklarar han vad konciliet kommit fram till, och uppmanar biskoparna att antaga dessa beslut. Samtidigt var han angelägen om att klargöra att när han fördömde sin företrädare Honorius I, gjorde han detta, inte på grund av förmodat kätteri, utan eftersom Honorius inte tillräckligt verksamt motarbeta det. I enlighet med påvens förordning, hölls en synod i Toledo 684 där konciliet i Konstantinopel ratificerades.
Det faktum att Ravenna under lång tid varit hem för exarkerna, kejsarens företrädare i Italien, hade väckt ambitioner till liv hos regionens ärkebiskop. Ärkebiskopssätet strävade efter att bli privilegierade till rangen av patriarkat och att bli autocefalt, det vill säga fri från påvens direkta jurisdiktion. Eftersom de inte lyckades övertala påven till att gå med på detta, försökte de i stället säkra att kejsaren skulle utfärda en lag som skulle göra ärkebiskopssätet självständigt. Detta misslyckades de med, och Leo mottog en återkallelse av tidigare eftergifter i denna riktning, av Konstantinos Pogonatus. Leo å sin sida, avskaffade den skatt han hade pålagt ärkebiskopen i Ravenna för palliet. Fastän han även fortsättningsvis krävde att en tillträdande ärkebiskop skulle komma till Rom för att konsekreras, gav han efter i fråga om att de inte behövde stanna i Rom i mer än åtta dagar för konsekreringen. Eftersom de inte behövde uppträda i egen person inför påven i Rom under återstoden av deras ämbetstid, skulle de sända en beskickning varje år för att visa påven vördnad i ärkebiskopens namn.
Kanske för att han befarade att langobarderna skulle utföra nya attacker på katakomberna, lät Leo flytta många reliker in i kyrkor som han lät uppföra åt dem. Av sina samtida kallas denne påve både rättvis och lärd, och hans åminnelsedag som helgon är den 28 juni i den romerska martyrologin.